# Піщане (Казанський район)
Піща́не (рос. Песчаное) — присілок у складі Казанського району Тюменської області, Росія.
Стара назва — Неживова.
Населення — 415 осіб (2010, 444 у 2002).
Національний склад станом на 2002 рік:
- росіяни — 81 %